# Salvador Carvia y Caravaca
Salvador Carvia y Caravaca   (València, 1871 - 1946) fou un mariner i militar espanyol.
El 1887 amb 16 anys, va ingressar com a aspirant a l'Escola Naval Militar. El 1889 hi va acabar els estudis i en 1894 va destacar amb el vaixell Reina Regente lluitant contra els marroquins del Rif. Després fou destinat al comandament del Reina Cristina, amb el que va lluitar a la Guerra hispano-estatunidenca.
En juny de 1917 fou nomenat cap de la secretaria particular i política de Manuel de Flórez Carrió, aleshores ministre de Marina. El 1922 fou destinat al Marqués de la Victoria i es va destacar en la Guerra del Rif, cosa que li va valer que el 1928 fos ascendit a contralmirall. Quan el general Dámaso Berenguer y Fusté va formar govern el 30 de gener de 1930 el va nomenar Ministre de Marina, càrrec que va ocupar fins a febrer de 1931. En 1925 fou nomenat director de l'Escola de Guerra Naval amb Enrique Pérez Fernández-Chao, tots dos comissionats per cursar els estudis preparatoris i elevar la proposta per a la seva creació.

## Obres
- La defensa de las costas (1899)